# Wolvix
Wolvix est une distribution linux finlandaise basée sur Slackware. Wolvix utilise l'environnement de bureau Xfce et comporte une sélection de logiciels destinés au grand public. Wolvix peut être utilisé comme live CD bien qu'il soit possible de l'installer sur le disque dur.
Il existe deux versions de Wolvix : Hunter et Club.
Wolvix Hunter est conçu pour tenir sur une clé USB de 512 Mo. Cette version met à disposition un système complet, mais qui reste compact en disposant d'une suite complète d'applications de bureautique, graphisme, multimédia et de développement.
La version club est prévue pour tenir sur une clé USB de 256 Mo. Club est prévue pour les personnes souhaitant créer leur propre système Wolvix.
La version 2, actuellement en phase bêta, ne sera disponible qu'en une seule version.